# Ecomuseo dell'Alto Flumendosa
L'Ecomuseo dell'Alto Flumendosa è un'istituzione culturale volta a tutelare e valorizzare il patrimonio ambientale e storico-artistico del territorio della Barbagia di Seùlo; svolge attività promozionali, didattiche e di ricerca che mirano al coinvolgimento diretto della popolazione e delle istituzioni locali; è stato istituito nel 2002 e ha la propria sede a Seulo, nella provincia di Nuoro; è gestito dalla società cooperativa omonima in collaborazione con il Comune di Seulo e le associazioni del territorio.

## Servizi
L'Ecomuseo offre visite guidate orientate a valorizzare percorsi tematici diversi: l'ambiente naturale e la geologia, le peculiarità botaniche e il patrimonio forestale, i paesaggi agrari, il pastoralismo, l'acqua, l'architettura e l'insediamento urbano, il paesaggio preistorico.

## I luoghi del sistema museale
La Barbagia di Seulo ha un territorio prevalentemente montuoso che registra una notevole escursione altimetrica: è infatti compreso tra l'altitudine di 1334 metri del Monte Perdedu e quella di 281 metri del guado Selasi, sul greto del Flumendosa. Il restante territorio è costituito dai Tacchi, caratteristici di altopiani calcarei. Il tipo di bosco prevalente è quello di leccio ma sono abbastanza estesi anche i boschi di roveri e di castagni. Sono piuttosto diffusi anche i noci e i noccioli. Il sottobosco è ricco di piante come il cisto, il corbezzolo, il ginepro, il lentischio, l'erica comune. Sono presenti inoltre piante aromatiche come il mirto, il rosmarino e il timo e splendide specie floreali quali il orchidee, ciclamini, biancospini, peonie.

### Emergenze ambientali
- Su Stampu 'e su Turrunu. Monumento naturale; inghiottitoio carsico situato nella foresta di Addolì.[1]
- Grotta Domus de Janas. La grotta rappresenta un biotopo carsico in buona conservazione abitato da pipistrelli e geotritoni. È immersa in un bellissimo bosco di lecci ed è raggiungibile da Seulo, percorrendo la strada che porta a Sadali. L'ingresso leggermente infossato è segnalato da cartelli e dalla presenza di una piccola struttura di ricezione; le grotte sono illuminate e messe in sicurezza ed è possibile visitarle in tutti i periodi dell'anno.

## Ricerche svolte
Gli operatori ecomuseali sono impegnati nell'organizzazione di laboratori didattici per le scuole e hanno di recente pubblicato alcune ricerche:
- il ricettario dell'antica cucina seulese;
- il libro dei toponimi del Comune di Seulo;
- la cartina dei toponimi del Comune di Seulo;

si tratta di volumi nati dai pazienti studi dei ragazzi della cooperativa, che hanno raccolto per anni le idee e le testimonianze degli anziani del paese.

## Centro di accoglienza
Il centro di accoglienza si trova nell'abitato di Seulo, sulla via Roma; lo spazio del centro è adibito anche a spazio riunioni e sala lettura.
Al centro di accoglienza è possibile:
- ricevere informazioni in merito ai servizi escursionistici offerti
- prenotare le visite escursionistiche guidate
- consultare le pubblicazioni e le ricerche svolte